# Курзанов, Сергей Юрьевич
Серге́й Ю́рьевич Курза́нов (род. 4 мая 1954, Лысьва, Молотовская область) — советский и российский музыкант, певец и автор песен. Один из лидеров группы «Флаг».

## Биография
В 1970 году окончил среднюю школу № 88 города Свердловска. Поступил в Уральский политехникум, где начал заниматься рок-музыкой, играя на бас-гитаре в ВИА «Голубое пламя» («Blue Flame»); политехникум окончил в 1974 году по специальности «Обработка металлов резанием».
На становление и развитие как музыканта оказали влияние — в первую очередь — The Beatles; также в списке «музыкальных учителей» — Led Zeppelin, Pink Floyd, Black Sabbath, Emerson, Lake & Palmer, Deep Purple.
В 1974—1976 годах проходил срочную службу в войсках МВД.
В начале 80-х репетировал с Александром Новиковым в рамках прообраза его группы «Рок-полигон». Однако дальше репетиций дело не дошло — в связи со служебной командировкой Курзанова группа распалась ещё даже не дебютировав.
В 1985—1989 годах был участником рок-группы «Флаг», входившей в Свердловский рок-клуб. Благодаря появлению в коллективе Курзанова у «Флага» началась активная гастрольная деятельность. С Курзановым «Флаг» записал два альбома — «Мы из СССР» и миньон, записанный на студии Юрия Чернавского в Москве.
После распада «Флага» переехал жить и работать в Москву. Играл в составе различных ресторанных ансамблей.
В начале 2011 года пришёл в группу «Круиз», в которой проиграл до осени 2012 года. В июне того же года принял участие в реюнионе «Флага» для выступления на фестивале «Старый Новый Рок. На волне», посвящённый 25-летию со дня основания Свердловского рок-клуба и проведения первого рок-клубовского фестиваля. Кроме Курзанова, в реюнионе группы принял участие и гитарист Владимир Коровин.
В настоящее время проживает в Москве, работает в музыкальном коллективе «виаВИЗА», также исполняет собственные песни в составах групп «Последний патрон» и «Деактиватор».
В 2018 году принял участие в проекте «Голос. 60+»
Женат на Ольге Курзановой. Дети: Иван (1986), Дарья (1987).